# Sri Lankas militär
Sri Lankas militär består av tre grenar - armén, marinen och flygvapnet. Efter självständigheten från Storbritannien har den växt från en ceremoniell styrka till en vältränad och modern försvarsmakt. Träningen och moderniseringen syns i de hårda striderna mot LTTE, även kända som De tamilska tigrarna, som är en av de starkaste rebellrörelserna i världen. Sri Lankas militär har deltagit i flera krig under brittiskt styre. Militären deltog bland annat i boerkrigen och de båda världskrigen. Sedan självständigheten har militärens huvuduppgifterna varit att bekämpa beväpnade grupper i landet. Huvudmålen har då varit LTTE och JVP som är ett nationalistiskt och marxistiskt parti som vid två tillfällen försökt genomföra revolution i Sri Lanka.

## Strategisk betydelse
Sri Lankas interna säkerhet anses ha varit det största hotet mot landet på kort sikt. På längre sikt finns potentiella hot från nuvarande och framtida stormakter och deras eventuella konflikter om dominans över Indiska oceanen. Under en period ansågs USA och Sovjetunionen vara de största hoten. Efter östblockets sammanbrott ses stormakterna Kina och Indien som potentiella hot. 

## Militära grenar

### Armén
Se huvudartikeln Sri Lankan Army
Sri Lankan Army är den äldsta och största av den lankesiska militärmaktens tre grenar. Den skapades som Royal Ceylon Army 1949 men man bytte namn till Sri Lankan Army 1972 när landet blev en republik. Armén består av ungefär 120000 yrkessoldater och 15000 nationalgardister. Armén har uppgifterna att strida på marken och att hjälpa till vid humanitära operationer.
Sri Lankas armé deltog 2004 i FN:s fredsbevarande styrkor på Haiti.

### Marinen
Se huvudartikeln Sri Lankan Navy
Sri Lankan Navy är den marina grenen av Sri Lankas militärmakt och den klassas som den viktigast försvarsstyrkan. Den utför marina operationer till havs för att försvara Sri Lankas territorium och intressen. Den högsta chefen för marinen är viceamiralen och han utövar sitt ämbete i marinens högkvarter i Colombo. Sri Lankan Navy skapades 1950 under namnet Royal Ceylon Navy, men när landet 1972 blev en republik ändrade man namnet till Sri Lankan Navy. På senare år har marinen haft en huvudroll i inbördeskriget, då man har patrullerat på havet och nära kusten och utfört amfibieoperationer. Special Boat Squadron är marinens specialstyrka som har som största uppgift att strida mot Sea Tigers som är LTTEs marina gren.

### Flygvapnet
Se huvudartikeln Sri Lankan Air Force
Sri Lankan Air force är Sri Lankas militärmakts flygvapen och den yngsta av de tre militära grenarna. Den skapades 1951 som Royal Ceylon Air Force och var då beroende av RAF för att få utrustning, träning och ledarskap. Flygvapnet har en stor roll i de pågående inbördeskriget mot tamilska terrorister i norra Sri Lanka. Eftersom Sri Lanka är en liten östat så har flygvapnet visat sig vara skickligt och effektivt i kampen mot terroristerna. Man har börjat expandera flygvapnet för att specialisera sig på att ge flygstöd till landtrupper, förflytta trupper och slå ut fiendemål på rebellkontrollerade områden.

## Utbildning
Sri Lankas militär har uppenbarligen fått hjälp med utbildning från länder som Australien, Storbritannien, Israel, USA, Indien, Pakistan och Sydafrika. Det förekommer även påståenden om att soldater från dessa länder har deltagit i operationer, men det har aldrig bevisats.

## Inbördeskonflikten
Se huvudartikeln Inbördeskonflikten i Sri Lanka
Sri Lankas väpnade styrkor har sedan slutet av 1970-talet varit inblandade i strider med tamilska separatistgrupper i landets norra och östra delar. Den främsta av dessa grupper är LTTE, de tamilska befrielsetigrarna. Som startpunkt för inbördeskriget brukar räknas händelserna i juli 1983, då LTTE angrep en armépatrull och dödade 13 soldater. Attacken utlöste omfattande antitamilska upplopp i olika delar av landet. Sedan dess har inbördeskriget fortgått, med vissa uppehåll.

## Utmärkelser och medaljer
Den mest prestigefyllda medaljen inom Sri Lankas väpnade styrkor är Parama Weera Vibhushanaya som man tilldelar soldater, sjömän och piloter som har visat hjältemod genom att möta faror och riskera sina egna liv för att rädda livet på sina kamrater.